# Bloods & Crips
Bloods & Crips foi um grupo de gangsta rap formado em Los Angeles County.

## História
O projeto Bloods & Crips foi originalmente organizado pelos rappers O.Y.G redruM781 e Tweedy Bird Loc. Membros de gangues reais, Crips de Compton, Wattsand Long Beach, Bloods de Inglewood e Los Angeles audicionaram para o grupo e os melhores foram escolhidos para o álbum. Em 1993, Bloods & Crips lançou seu álbum de estreia intitulado Bangin' on Wax sob selo da Warlock Records. Um ano depois, o segundo e último álbum de estúdio do grupo, Bangin' on Wax 2... The Saga Continues foi lançado. Depois de Bangin' on Wax 2, Bloods & Crips se separaram, com os Bloods tornando-se o grupo Damu Ridas e os Crips o Nationwide Rip Ridaz.

## Discografia
Álbuns de estúdio
- 1993: Bangin' on Wax
- 1994: Bangin' on Wax 2... The Saga Continues
- 2014: Bangin' on Wax Part III: No Passes